# Armbouts-Cappel
Armbouts-Cappel (em neerlandês:  Armboutskappel) é uma comuna do departamento de Norte, localizada na região do Altos da França, na França.